# 스위치 모드 파워 서플라이

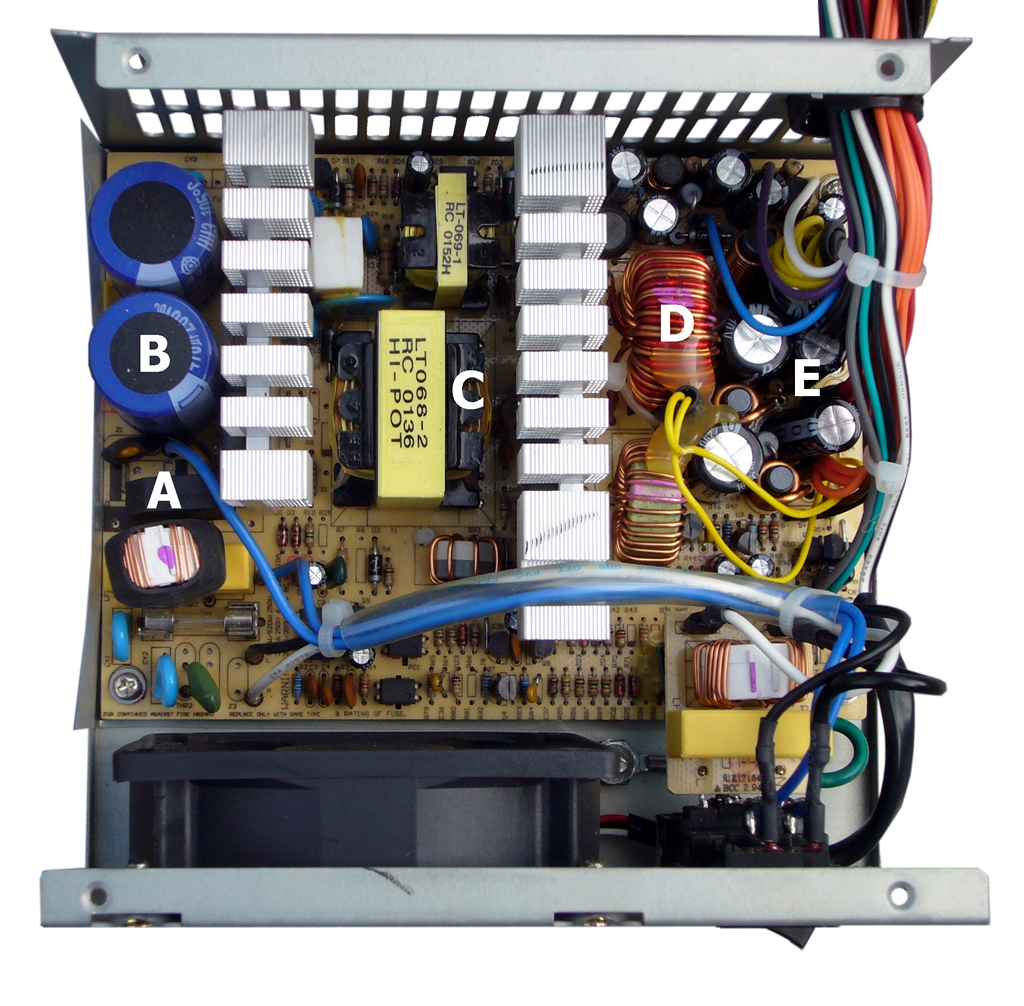
ATX의 내부 모습
A: 입력 EMI필터와 브리지 정류기;
B: 입력 필터 커패시터;
B와 C 사이: 1차(primary) 방열판;
C: 변압기;
C와 D사이: 2차(secondary) 방열판;
D: 출력 필터 코일;
E: 출력 필터 커패시터.
참고) E 밑의 코일과 노란색 대용량 박스 커패시터는 회로의 필수 성분은 아니며, 파워입력부분과 직접적으로 연결된 필터 역할을 한다.

스위치 모드 파워 서플라이(switched-mode power supply, SMPS)는 전력을 효율적으로 변환시키는 스위칭 레귤레이터가 포함된 전자식 전원 공급 장치를 뜻한다. 다른 파워 서플라이들과 비슷하게, SMPS는 전력원으로부터 전력을 받아서 전류나 전압 특성을 변화하여 PC와 같은 전자기기로 전달하는 역할을 한다. 선형 파워 서플라이와는 다르게, SMPS의 패스 트랜지스터(pass transistor)는 끊임없이 온과 오프를 반복하면서 낮은 손실 지점과 높은 손실 지점(매우 짧은 시간동안만 유지되므로 전력 손실을 최소화함)사이를 진동한다. 전압 레귤레이터는 온오프 시간 비율에 의해 동작한다. 반면에 선형 파워 서플라이는 패스 트랜지스터에서 지속적으로 손실되는 전력에 의해 출력 전압을 정류하는 형태로 동작한다.
높은 전력 변환 효율은 SMPS의 장점 중 하나다. SMPS는 또한 상당히 작고 가볍게 만들 수 있는데, 선형 파워 서플라이에 비해 변압기의 크기와 무게를 더 줄일 수 있기 때문이다.
스위칭 레귤레이터는 효율이 높을 때 선형 레귤레이터 대신 쓰일 수 있으며, 크기가 작거나 무게가 가벼워야 한다. 또한 전류를 스위칭 변환하는 중에 잡음이 생겨나기 때문에 좀 더 복잡하며, 설계에 신경쓰지 않으면 전력효율도 낮아질 수 있다.

## 같이 보기
- 단권변압기
- 벅 변환기
- 돌입 전류
- 변압기
- 80 플러스

## 참고 문헌
- Pressman, Abraham I. (1998), 《Switching Power Supply Design》 2판, McGraw-Hill, ISBN 0-07-052236-7

## 추가 문헌
- Basso, Christophe (2008), 《Switch-Mode Power Supplies: SPICE Simulations and Practical Designs》, McGraw-Hill, ISBN 0-07-150858-9
- Basso, Christophe (2012), 《Designing Control Loops for Linear and Switching Power Supplies: A Tutorial Guide》, Artech House, ISBN 978-1608075577
- Brown, Marty (2001), 《Power Supply Cookbook》 2판, Newnes, ISBN 0-7506-7329-X
- Erickson, Robert W.; Maksimovic, Dragan (2001), 《Fundamentals of Power Electronics》 Seco판, ISBN 0-7923-7270-0
- Liu, Mingliang (2006), 《Demystifying Switched-Capacitor Circuits》, Elsevier, ISBN 0-7506-7907-7
- Luo, Fang Lin; Ye, Hong (2004), 《Advanced DC/DC Converters》, CRC Press, ISBN 0-8493-1956-0
- Luo, Fang Lin; Ye, Hong; Rashid, Muhammad H. (2005), 《Power Digital Power Electronics and Applications》, Elsevier, ISBN 0-12-088757-6
- Maniktala, Sanjaya (2004), 《Switching Power Supply Design and Optimization》, McGraw-Hill, ISBN 0-07-143483-6
- Maniktala, Sanjaya (2006), 《Switching Power Supplies A to Z》, Newnes/Elsevier, ISBN 0-7506-7970-0
- Maniktala, Sanjaya (2007), 《Troubleshooting Switching Power Converters: A Hands-on Guide》, Newnes/Elsevier, ISBN 0-7506-8421-6
- Mohan, Ned; Undeland, Tore M.; Robbins, William P. (2002), 《Power Electronics : Converters, Applications, and Design》, Wiley, ISBN 0-471-22693-9
- Nelson, Carl (1986), 《LT1070 design Manual》 AN19, Linear Technology Application Note giving an extensive introduction in Buck, Boost, CUK, Inverter applications. (download as PDF from http://www.linear.com/designtools/app_notes.php)
- Pressman, Abraham I.; Billings, Keith; Morey, Taylor (2009), 《Switching Power Supply Design》 Thi판, McGraw-Hill, ISBN 0-07-148272-5
- Rashid, Muhammad H. (2003), 《Power Electronics: Circuits, Devices, and Applications》, Prentice Hall, ISBN 0-13-122815-3